# Cinnarizina
La cinnarizina o cinarizina  è un antistaminico usato per il controllo di nausea e vomito da cinetosi (mal d'auto) e nelle vasculopatie centrali e periferiche; è commercializzata in Italia con i nomi: Cinazyn, Stugeron, Toliman.
La sintesi chimica ed il brevetto è della Janssen Pharmaceutica nel 1955 .

## Caratteristiche strutturali e fisiche

### Reattività e caratteristiche chimiche
È una polvere bianca o quasi bianca. Praticamente insolubile in acqua, leggermente solubile in alcool e in alcool metilico, solubile in acetone, facilmente solubile in diclorometano; è fotosensibile.

## Farmacocinetica

### Assorbimento
Viene assorbita nel tratto gastrico; la concentrazione plasmatica massima Cmax si raggiunge dopo 2-4 ore dalla assunzione orale.

### Metabolismo
Ha un'emivita plasmatica di 3-6 ore , viene metabolizzata dai seguenti sistemi enzimatici 
- Citocromo P450 2E1 (CYP2E1)
- Glutatione S-transferasi A2
- Colinesterasi

### Eliminazione
Viene escreta in forma immodificata nelle feci e come metaboliti nelle urine.

## Farmacodinamica
La cinnarizina  agisce come antagonista del recettore H1 istaminergico e del recettore muscarinico. Inoltre, inibisce la contrattilità della muscolatura liscia vascolare grazie al blocco dei canali L del Ca++. Ha anche un legame con i recettori D2 della dopamina.

## Impieghi clinici

### In Label
Secondo il riassunto delle caratteristiche del prodotto le indicazioni approvate sono:
Turbe dell'irrorazione cerebrale, in particolare da arteriosclerosi comprendenti tremori, ronzio delle orecchie, disturbi dell'umore (irritabilità e asocialità), perdita della memoria e scarsa concentrazione.
Alterazioni dell'equilibrio, di origine centrale e periferica comprendenti vertigine, tremori, ronzio delle orecchie, nistagmo, nausea e vomito.Coadiuvante nella terapia delle vasculopatie periferiche quali, p.e., estremità bluastre, claudicatio intermittente, ulcere varicose, parestesie (sensazione anormale, non dolorosa come di bruciore, formicolio, puntura, ecc.), crampi notturni, estremità fredde.

### Off-Label
- Orticaria [5][6][7][8]
- Enuresi [9]
- Psicosi (su animale) [10]
- Ansia (su animale) [11][12][13][14]

## Controindicazioni
L'utilizzo di questa sostanza non è indicato in caso di ictus cerebrale in fase acuta e di ipersensibilità individuale accertata.

## Effetti collaterali
Si verificano frequentemente: sonnolenza e disturbi gastro-intestinali; più raramente: mal di testa, secchezza della bocca, aumento di peso, sudorazione o reazioni allergiche, molto rararamente lichen planus  e sintomi simil-lupus .
Nei soggetti anziani si possono avere: sintomi extrapiramidali  con depressione.

## Dosi terapeutiche
Fino ad un massimo di 200 mg/die nelle turbe della circolazione. Va assunto preferibilmente dopo i pasti. 
Nelle cinetosi va assunto mezzora prima del viaggio, da ripetere dopo 6 ore.

### Sovradosaggio
Non esiste un antidoto specifico in caso di sovradosaggio, utili: lavanda gastrica e la somministrazione di carbone attivo.

## Gravidanza e allattamento
Sconsigliato per mancanza di dati della letteratura.

## Avvertenze
Da usare con prudenza con alcool e sostanze deprimenti il SNC. Va valutato il rischio/beneficio nei soggetti con Parkinson per il possibile aggravamento della sintomatologia.

## Interazioni
Alcool e deprimenti il SNC come gli antidepressivi triciclici.